# Горлиця садова
Го́рлиця садо́ва, або кі́льчаста (Streptopelia decaocto) — птах родини голубових. Широко поширений в антропогенних ландшафтах Євразії. В Україні звичайний осілий вид.

## Морфологічні ознаки

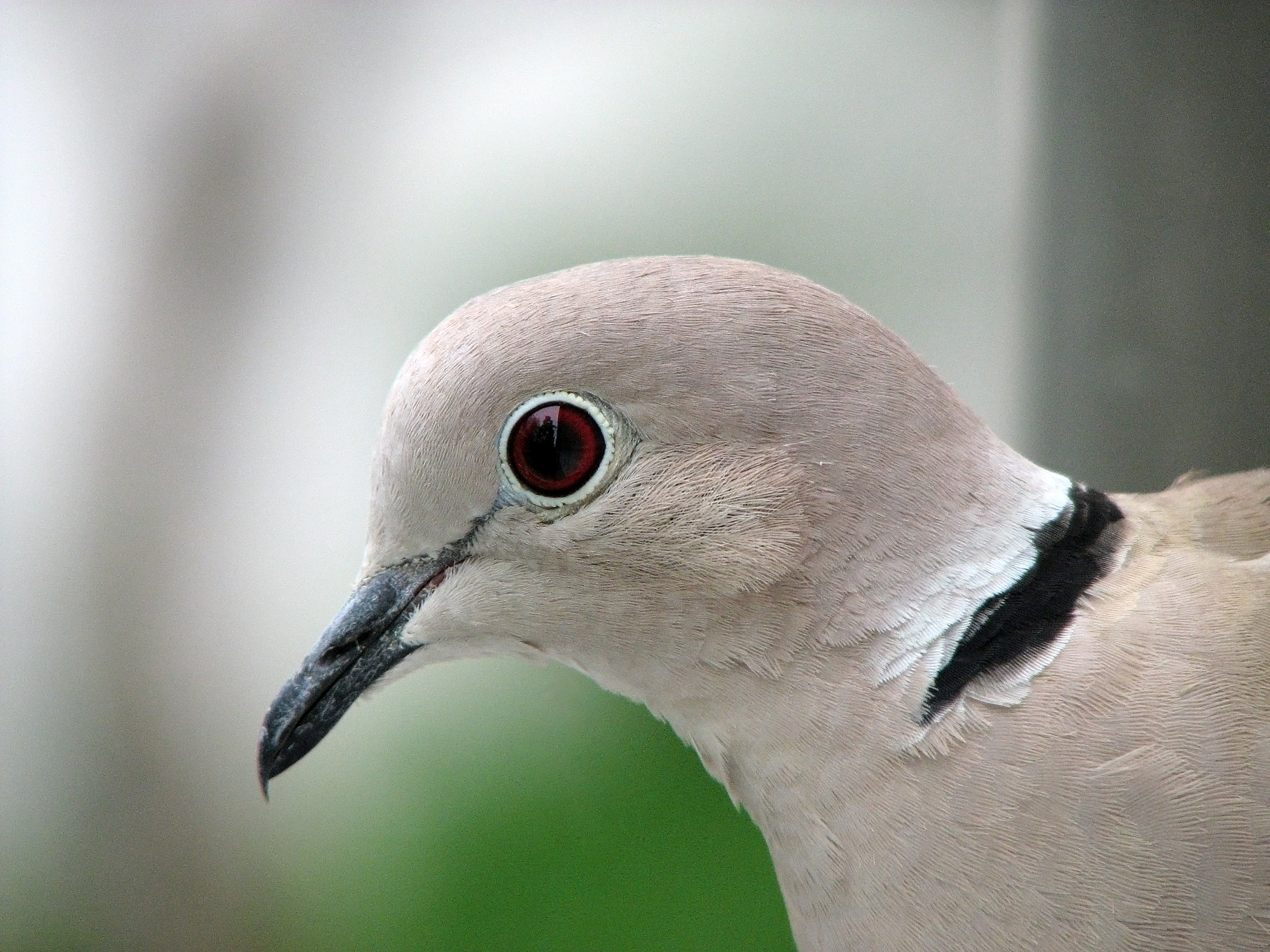
Профіль

Голуб середнього розміру, приблизно як сизий голуб. Маса тіла близько 200 г, довжина тіла 31—33 см, розмах крил 47—55 см. Статевий диморфізм не виражений. Дорослий птах бурувато-сірий, з рожевим відтінком на волі і бурими першорядними маховими перами. Задню частину і боки шиї охоплює чорне на півкільце. Хвіст клиноподібний, зверху стернові пера, крім двох центральних, сіруваті, з білуватою верхівкою, зі споду стернові пера білі, з чорною основою. Восковиця сіра; дзьоб чорний; ноги червонуваті; райдужна оболонка ока темно-червона. Молодий птах подібний до дорослого, але чорне півкільце на шиї виражене значно менше або його взагалі немає; в оперенні переважає сірий відтінок.

## Голос
Розрізняють два типи звуків, які може видавати горлиця. Перший — «кування». Схоже на кування зозулі, але воно трохи більш низьке за частотою і на відміну від зозулиного повторюється три рази, також довше тримає друге «ку». Виходить щось схоже на «ку-ку-у-ку». Його можна почути коли птах сидить на дереві або іншій присаді. Другий тип — крик, схожий на «ді-і» або «ґі-і». Його можна почути навпаки, коли птах летить, або готується до посадки.

## Поширення та місця існування
Кільчаста горлиця населяє південну частину Азії, Європу та Африку. Починаючи з 1930-х років, розселилася з Передньої Азії та Балкан по всій Європі та Центральній Азії. В Україні розселення відбувалося з заходу на схід: вперше з'явилася в 1944 р. в Ужгороді, в 1949 р. – у Львові, а в 1955 р. — в Києві. На початку XXI ст. в Україні поширена на всій території, крім високогір'я.
Мешкає виключно в населених пунктах — як у невеликих селах, так і великих містах. Заселяє ділянки з добре розвиненою деревною рослинністю. Частіше гніздиться в старих парках, на цвинтарях, ділянках старої житлової забудови з дворовими насадженнями, вуличних алеях. У літньо-осінній період трапляється в сільськогосподарських угіддях. Взимку часто тримається зграями.

## Чисельність
Чисельність в Європі оцінюється в 4,7—11 млн пар, в Україні — 280—435 тис. пар.

## Гніздування
Гніздяться, як правило, поодинокими парами. При високій чисельності гнізда можуть розміщувати у безпосередній близькості одне від одного (за 20—30 м). Гнізда влаштовує на деревах — як листяних (тополя, липа, каштан кінський, клен, ясен тощо), так і хвойних (ялина). Іноді гнізда влаштовують на спорудах людини — металевих вежах, будівлях тощо. Висота розташування гнізд не нижче 3 м, частіше 5—6 м і вище (до 12 м).
Гніздова будівля виглядає недбалою, пухкою. Будівельний матеріал нечисленний, складається з гілочок. Кладка складається з 2 яєць. Шкаралупа біла, дещо блискуча.
Осілий птах. До гніздування приступає рано: у деяких пар відкладання яєць починається вже наприкінці березня. Гніздовий період розтягнутий, свіжі кладки з'являються навіть у квітні та травні. Пари гніздяться двічі на рік. Насиджують кладку самець та самка протягом 14—16 діб.